# Bermuda op de Olympische Winterspelen 2014
Bermuda was een van de landen die deelnam aan de Olympische Winterspelen 2014 in Sotsji, Rusland.

## Deelnemers en resultaten
(m) = mannen, (v) = vrouwen 

### Langlaufen
| Olympiër      | Onderdeel          | Resultaat | Prestatie          |
| ------------- | ------------------ | --------- | ------------------ |
| Tucker Murphy | 15 km klassiek (m) | 84e       | 49.19,9 (+10.50,2) |